# Macedon (hameau, New York)
Macedon est une census-designated place du comté de Wayne, dans l'État de New York, aux États-Unis,. En 2020, elle compte une population de 2 092 habitants.